# Тулуза (округ)
Округ Тулуза (фр. Arrondissement de Toulouse) — округ у Франції, в департаменті Верхня Гаронна. 2023 року округ об'єднував 225 муніципалітетів, населення становило 1 108 887 осіб.
Адміністративний центр (супрефектура) — Тулуза.

## Муніципалітети
Список муніципалітетів округу та їхні коди INSEE:
1. Авіньйоне-Лораге (31037)
2. Азас (31038)
3. Альбіак (31006)
4. Базюс (31049)
5. Базьєж (31048)
6. Бальма (31044)
7. Белеста-ан-Лораге (31060)
8. Беллессерр (31062)
9. Бельбез-де-Лораге (31058)
10. Бельберо (31057)
11. Бельгард-Сент-Марі (31061)
12. Бесьєр (31066)
13. Бланьяк (31069)
14. Бовіль (31055)
15. Бозель (31056)
16. Бондігу (31073)
17. Бонрепо-Рике (31074)
18. Бопюї (31053)
19. Ботвіль (31054)
20. Бракс (31088)
21. Брекс (31089)
22. Бриньємон (31090)
23. Брюгіер (31091)
24. Булок (31079)
25. Бур-Сен-Бернар (31082)
26. Бюзе-сюр-Тарн (31094)
27. Вак'є (31563)
28. Валлевіль (31567)
29. Валлег (31566)
30. Вандін (31571)
31. Варенн (31568)
32. Верфей (31573)
33. В'єй-Тулуз (31575)
34. В'єйвінь (31576)
35. Вігулет-Озій (31578)
36. Віллар'є (31579)
37. Віллодрик (31581)
38. Вільматьє (31583)
39. Вільмюр-сюр-Тарн (31584)
40. Вільнев-ле-Булок (31587)
41. Вільнев-Толозан (31588)
42. Вільнувель (31589)
43. Вільфранш-де-Лораге (31582)
44. Віньо (31577)
45. Во (31570)
46. Водрей (31569)
47. Ганьяк-сюр-Гаронн (31205)
48. Гарак (31209)
49. Гаргас (31211)
50. Гардуш (31210)
51. Гаридеш (31212)
52. Горе (31215)
53. Граньяг (31228)
54. Гратантур (31230)
55. Гренад (31232)
56. Гуайран (31227)
57. Дейм (31161)
58. Докс (31160)
59. Доннвіль (31162)
60. Дремій-Лафаж (31163)
61. Дрюдас (31164)
62. Егвів (31004)
63. Егрефей (31003)
64. Ень (31002)
65. Ескалькан (31169)
66. Еспане (31171)
67. Жемій (31216)
68. Жибель (31220)
69. Жуз (31243)
70. Іссю (31240)
71. Кабанак-Сеганвіль (31096)
72. Кадур (31098)
73. Кальмон (31100)
74. Камбіак (31102)
75. Карагуд (31105)
76. Караман (31106)
77. Кастане-Толозан (31113)
78. Кастельжинес (31116)
79. Кастельмору (31117)
80. Кастельно-д'Естретефон (31118)
81. Кен-Фонсгрив (31445)
82. Кеньяк (31099)
83. Клермон-ле-Фор (31148)
84. Кобіак (31126)
85. Кокс (31156)
86. Колом'є (31149)
87. Корнбарр'є (31150)
88. Корронсак (31151)
89. Кюньо (31157)
90. Ла-Магделен-сюр-Тарн (31311)
91. Ла-Сальветат-Лораге (31527)
92. Ла-Сальветат-Сен-Жиль (31526)
93. Лабастід-Бовуар (31249)
94. Лабастід-Сен-Сернен (31252)
95. Лабеж (31254)
96. Лавалетт (31285)
97. Лагард (31262)
98. Лагроле-Сен-Нікола (31265)
99. Лакруа-Фальгард (31259)
100. Ланта (31271)
101. Лапейруз-Фоссат (31273)
102. Лареоль (31275)
103. Ларра (31592)
104. Лассерр-Прадер (31277)
105. Ле-Борн (31077)
106. Ле-Бюрго (31093)
107. Ле-Гре (31234)
108. Ле-Кабаньяль (31097)
109. Ле-Кастера (31120)
110. Ле-Фаже (31179)
111. Левіньяк-сюр-Сав (31297)
112. Легевен (31291)
113. Лепінасс (31293)
114. Лерак-сюр-Тарн (31288)
115. Лозервіль (31284)
116. Лонаге (31282)
117. Лонак (31281)
118. Лубан-Лораге (31304)
119. Люкс (31310)
120. Л'Юніон (31561)
121. Манвіль (31338)
122. Маскарвіль (31325)
123. Меранв'єль (31339)
124. Мервілла (31340)
125. Мервіль (31341)
126. Мірпуа-сюр-Тарн (31346)
127. Мовезен (31332)
128. Мон (31355)
129. Монберон (31364)
130. Монбрен-Лораге (31366)
131. Монгаяр-Лораге (31377)
132. Мондонвіль (31351)
133. Мондузій (31352)
134. Монестроль (31354)
135. Монжар (31380)
136. Монжискар (31381)
137. Монжуар (31383)
138. Монклар-Лораге (31368)
139. Монлор (31384)
140. Монпітоль (31388)
141. Монрабе (31389)
142. Монтастрюк-ла-Консеєр (31358)
143. Монтегю-сюр-Сав (31356)
144. Монтегю-Лораге (31371)
145. Монтеск'є-Лораге (31374)
146. Моран (31329)
147. Моревіль (31331)
148. Моремон (31328)
149. Мурвіль-Басс (31392)
150. Мурвіль-От (31393)
151. Наю (31396)
152. Ногаре (31400)
153. Нуей (31401)
154. Одар (31402)
155. Озвіль-Толозан (31035)
156. Озьєль (31036)
157. Окамвіль (31022)
158. Онд (31403)
159. Орвіль (31025)
160. Орен (31029)
161. Оріак-сюр-Вандінель (31026)
162. Оссонн (31032)
163. Пельпор (31413)
164. Пен-Бальма (31418)
165. Пешабу (31409)
166. Пешбоньє (31410)
167. Пешбюск (31411)
168. Пібрак (31417)
169. Плезанс-дю-Туш (31424)
170. Полак (31407)
171. Помпертюзат (31429)
172. Презервіль (31439)
173. Прюне (31441)
174. Пуз (31437)
175. Пюїссегюр (31444)
176. Рамонвіль-Сент-Ань (31446)
177. Ребіг (31448)
178. Ревель (31451)
179. Реннвіль (31450)
180. Р'ємажу (31453)
181. Роксер'єр (31459)
182. Руман (31463)
183. Руффіак-Толозан (31462)
184. Сегревіль (31540)
185. Сей (31541)
186. Сейр (31546)
187. Сен-Венсан (31519)
188. Сен-Жан (31488)
189. Сен-Жан-Лерм (31489)
190. Сен-Женьє-Бельвю (31484)
191. Сен-Жерм'є (31485)
192. Сен-Жорі (31490)
193. Сен-Жулія (31491)
194. Сен-Леон (31495)
195. Сен-Лу-Каммас (31497)
196. Сен-Марсель-Полель (31501)
197. Сен-П'єрр (31511)
198. Сен-П'єрр-де-Лаж (31512)
199. Сен-Поль-сюр-Сав (31507)
200. Сен-Ром (31514)
201. Сен-Рюстіс (31515)
202. Сен-Сезер (31473)
203. Сен-Совер (31516)
204. Сен-Фелікс-Лораге (31478)
205. Сент-Альбан (31467)
206. Сент-Ліврад (31496)
207. Сент-Оран-де-Гамевіль (31506)
208. Сент-Фуа-д'Егрефей (31480)
209. Сепе (31136)
210. Сессаль (31137)
211. Соссан (31534)
212. Тарабель (31551)
213. Тій (31553)
214. Требон-сюр-ла-Грасс (31560)
215. Тулуза (31555)
216. Турнефей (31557)
217. Тутан (31558)
218. Фальга (31180)
219. Фенує (31182)
220. Флуран (31184)
221. Фолькард (31185)
222. Фонбозар (31186)
223. Франкарвіль (31194)
224. Фронтон (31202)
225. Фуркво (31192)